# Mer de Noms
Mer de Noms é o álbum de estreia de A Perfect Circle, banda de rock alternativo, lançado em 23 de Maio de 2000.
O título significa "mar de nomes" em francês. Foi certificado como álbum de platina pela RIAA em 31 de Outubro de 2000, e entrou na The Billboard 200 em 4º lugar, com 188 mil cópias vendidas.
Em 2020, a revista Metal Hammer o elegeu como um dos 20 melhores álbuns de metal de 2000.

## Faixas
Todas as músicas foram produzidas por Billy Howerdel, e todas as letras por Maynard James Keenan.
1. "The Hollow" – 2:59
2. "Magdalena" – 4:06
3. "Rose" – 3:26
4. "Judith" – 4:07
5. "Orestes" – 4:48
6. "3 Libras" – 3:40
7. "Sleeping Beauty" – 4:11
8. "Thomas" – 3:29
9. "Renholdër" – 2:24
10. "Thinking of You" – 4:35
11. "Breña" – 4:24
12. "Over" – 2:21

## Símbolos
Dentro do encarte, os nomes das faixas aparecem com símbolos. Uma das forma de decifrar o que está escrito é relacionar os símbolos com as letras do alfabeto. Os símbolos mais populares ficaram conhecidos como "APC Text", "Myan", ou "Elegant Myan2, e são bastante vistos em tatuagens, fontes de computador e trabalhos artísticos. Abaixo está a tradução deles:

## Créditos
- Maynard James Keenan - vocalista, Gourd (Incorretamente referido como "Gord")
- Billy Howerdel - Guitarra, voz de fundo, baixo, programação, teclado, piano, produção, mixagem, arranjo
- Josh Freese - Bateria, percussão
- Tim Alexander - Bateria ("The Hollow")
- Paz Lenchantin - Violino, arranjo de cordas, voz de fundo, baixo ("Sleeping Beauty")
- Luciano Lenchantin - Viola ("3 Libras")
- Troy Van Leeuwen - Guitarra ("Sleeping Beauty")
- Draven Godwin - Percussão ("Thomas")
- Kelli Shafer - Vocalista ("Renholdër")
- Alan Moulder - Mixagem
- Frank Gryner - Arranjo de bateria
- Steven R. Gilmore - Direção de arte, design, manipulação das fotos digitais
- Sean Murphey - Fotografia